# Cobubatha luda
Cobubatha luda là một loài bướm đêm trong họ Noctuidae.